# 環保教育徑
環保教育徑位於香港沙田區小瀝源，分為兩段，分別為山上的花心坑段及山下的廣源邨段。

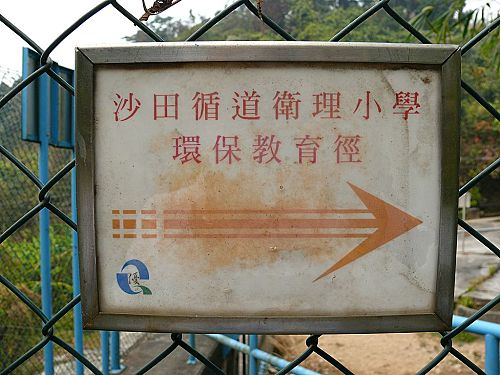
環保教育徑

## 歷史
環保教育徑是在1995年由沙田循道衛理小學的師生設立的，宗旨是在宣揚環保及鼓勵多留意身邊的奇花異木，愛護環境。此步徑曾獲南華早報、商業電台及加德士環保基金於1995年合辦的「綠色創意大賽」中小學組設計大獎。
由於該徑位於露天地方，路徑指示牌及植物指示牌等都受到不同程度的天然磨蝕。故此，於2001年，沙田循道衛理小學為環保教育徑再進行指示牌更新及將一些因颱風而被移除的植物剔出名單，用一些新的植物取而代之。

## 地理位置

### 花心坑段
環保教育徑花心坑段位於沙田小瀝源花心坑，起自黃泥頭花園，沿山道上山途中會經過康沛豪園﹑大輋﹑花心坑集水區﹑花心坑村，終點位於花心坑亭，全長260米，走畢全徑需時大概45分鐘。沿花心坑亭以後的路徑行走則可到達梅子林。
如欲前往花心坑段的環保教育徑，可以乘搭以下的巴士及小巴路線，於黃泥頭總站下車。港鐵乘客則需於第一城鐵路站轉乘前往黃泥頭的巴士或小巴。

### 廣源邨段

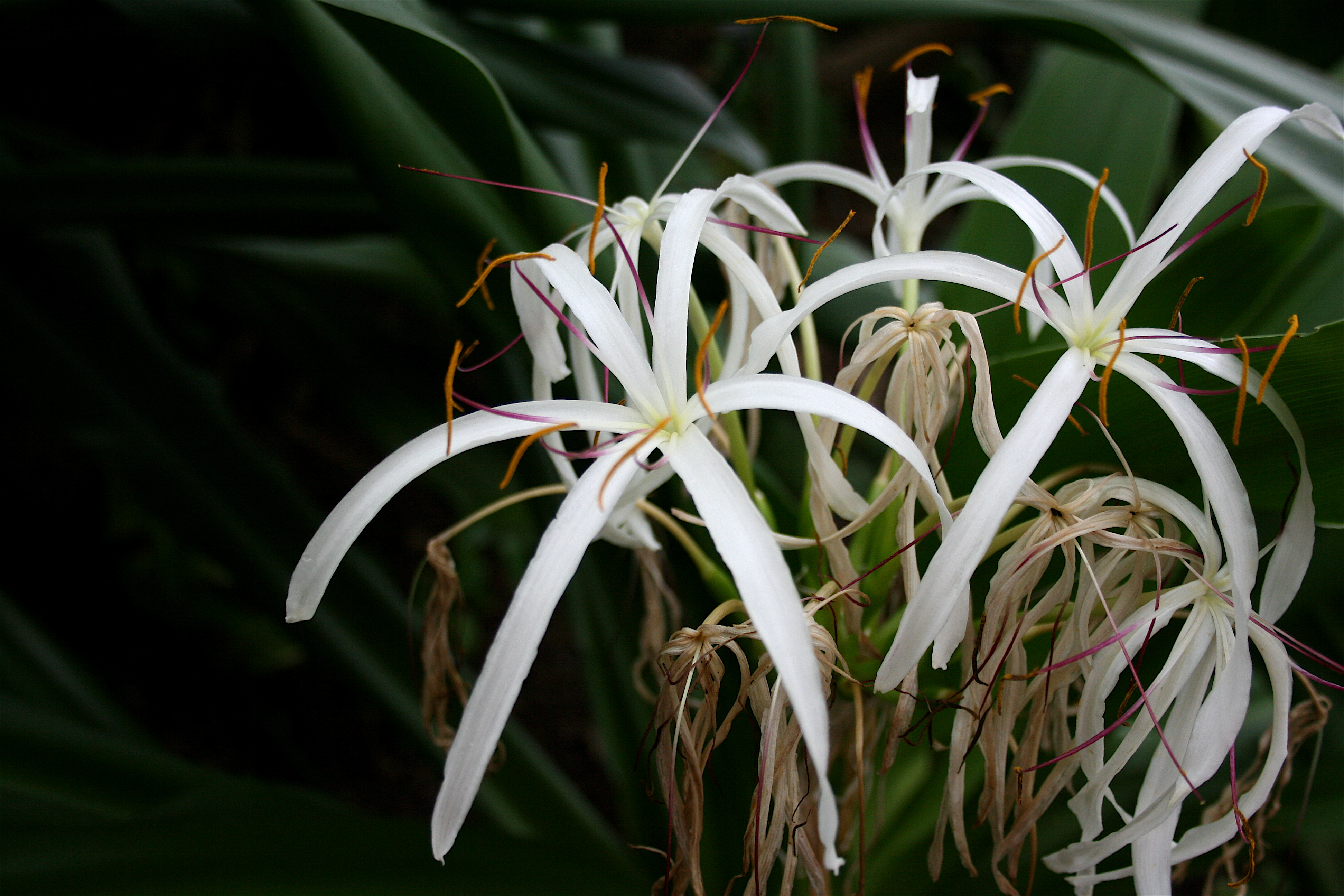
文殊蘭

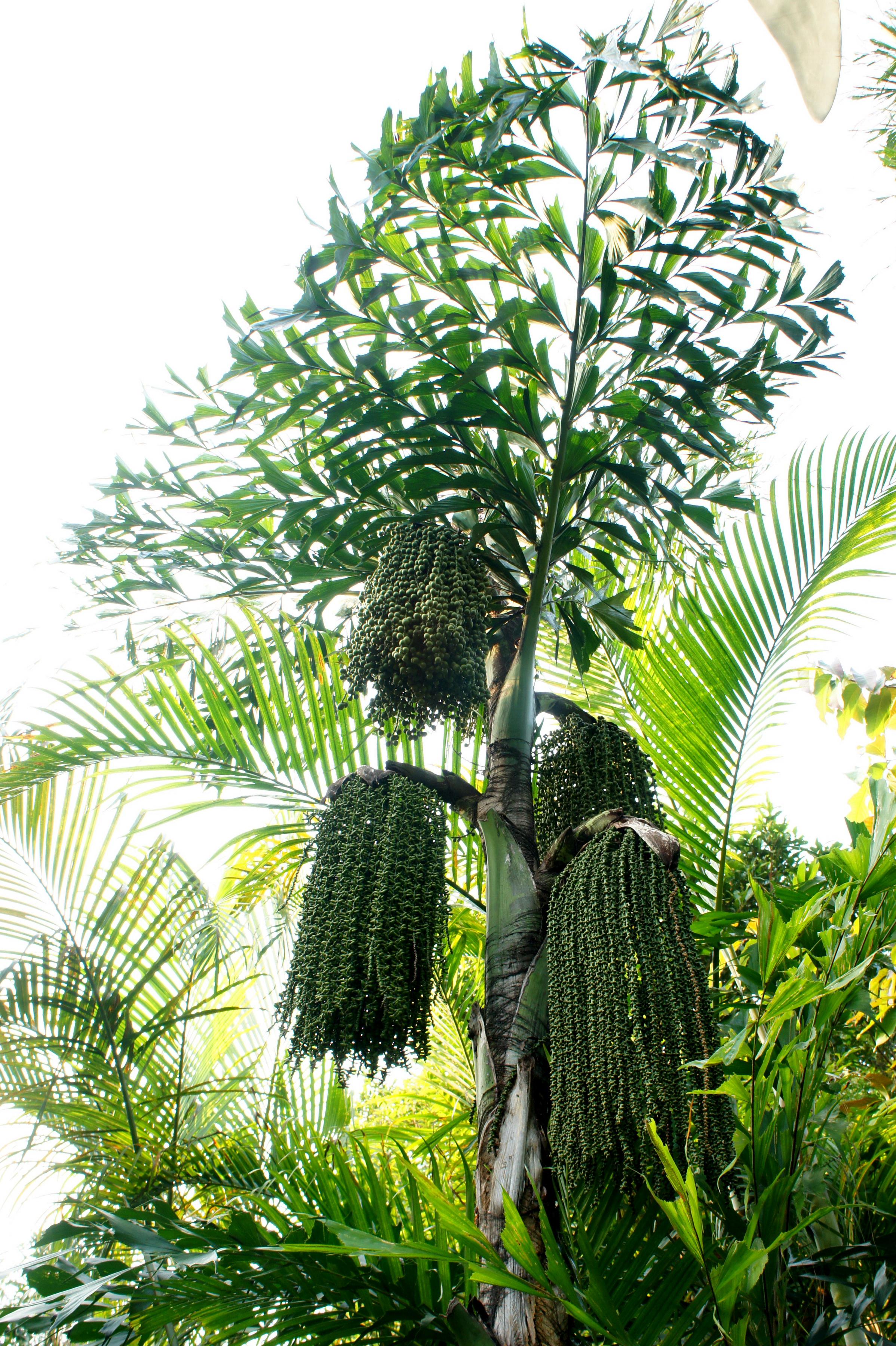
魚尾葵（Caryota ochlandra）

環保教育徑廣源邨段位於沙田小瀝源廣源邨，起自廣源邨第三期沙田循道衛理小學旁，徑中經過廣松樓﹑廣源商場﹑屋邨辦事處﹑廣源社區會堂﹑廣場舞台，終點位於廣橡樓，全長約七百二十米，走畢全程大概需時35分鐘。
如欲前往廣源邨段的環保教育徑，可以乘坐以下巴士或小巴路線，於廣源邨廣柏樓﹑帝堡城或廣源巴士總站下車。港鐵乘客則需於第一城鐵路站轉乘途經廣源的巴士或小巴。

## 沿途植物

### 花心坑段
此段介紹了30種花心坑可見的開花植物。介紹的植物除了長春花、洋紫蘇為外來物種外，其餘為香港原生植物。
| 序號 | 植物名              | 位置         | 植物指示牌圖片       | 植物狀況/圖片 (截至2017年3月) |
| ---- | ------------------- | ------------ | -------------------- | ----------------------------- |
| 1    | 宮粉羊蹄甲          | 黃泥頭花園   | -                    | 樹木已被移除                  |
| 2    | 血桐                | 康沛豪園對出 | （指示牌已消失）     |                               |
| 3    | 水黃皮              | 大輋         |                      | 樹木仍存活                    |
| 4    | 龍眼                | 大輋         | 指示牌被樹幹緊緊包裹 |                               |
| 5    | 甘蕉                | 大輋         |                      |                               |
| 6    | 假蘋婆              | 集水區下方   |                      | 樹木仍存活                    |
| 7    | 對葉榕              | 花心坑集水區 | （指示牌已消失）     | 樹木仍存活                    |
| 8    | 黃樟                | 花心坑集水區 |                      |                               |
| 9    | 水翁（水榕）        | 花心坑集水區 |                      | 樹木仍存活                    |
| 10   | 車輪梅              | 花心坑集水區 | （指示牌被錯置）     |                               |
| 11   | 米仔蘭              | 花心坑集水區 | （指示牌已消失）     |                               |
| 12   | 扶桑（大紅花）      | 花心坑集水區 |                      |                               |
| 13   | 吊鐘花              | 花心坑集水區 | （指示牌被錯置）     |                               |
| 14   | 柚                  | 花心坑集水區 |                      |                               |
| 15   | 白蘭                | 花心坑集水區 |                      |                               |
| 16   | 棕竹                | 花心坑集水區 | （指示牌已消失）     |                               |
| 17   | 土蜜樹（逼迫仔）    | 集水區上方   | （指示牌被錯置）     |                               |
| 18   | 四季桔              | 集水區上方   | （指示牌已消失）     |                               |
| 19   | 長春花              | 集水區上方   | -                    | 植物已被移除                  |
| 20   | 洋紫蘇 （即彩葉草） | 集水區上方   |                      |                               |
| 21   | 九里香              | 集水區上方   | （指示牌已消失）     | 植物仍存在                    |
| 22   | 黃牛木              | 集水區上方   |                      |                               |
| 23   | 艾膠樹              | 集水區上方   | （指示牌已消失）     |                               |
| 24   | 朴樹                | 花心坑溪旁   | （指示牌已消失）     | 樹木已被砍掉                  |
| 25   | 蒲桃                | 花心坑溪旁   |                      |                               |
| 26   | 白楸                | 花心坑溪旁   | （指示牌已消失）     |                               |
| 27   | 猴耳環              | 花心坑溪旁   | （指示牌已消失）     |                               |
| 28   | 銀柴（大沙葉）      | 花心坑亭邊   | （指示牌已消失）     |                               |
| 29   | 布渣葉              | 花心坑亭邊   | （指示牌已消失）     |                               |
| 30   | 烏桕                | 花心坑亭邊   | （指示牌已消失）     |                               |

### 廣源邨段
環保教育徑廣源邨段沿途共有三十種植物，其中雞蛋花、荷花玉蘭、散尾葵、白千層、台灣相思、勒杜鵑、鳳凰木、黃花夾竹桃為外來物種，其餘為香港原生植物。順序為：

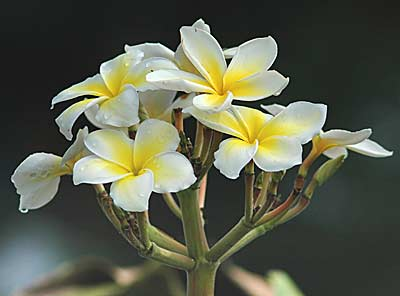
雞蛋花

| - 桂花 - 射干 - 雞蛋花 - 荷花玉蘭 - 爬牆虎 - 散尾葵 - 杜鵑 - 白千層 - 台灣相思 - 梭蘿（假楊桃） - 紅苞木 - 複羽葉欒樹 - 楝（森樹） - 魚尾葵 - 細葉榕 | - 水柯子 - 黃槐 - 狗牙花 - 勒杜鵑 - 刺柏（檜） - 紫薇 - 玉蘭（辛夷） - 羅漢松 - 大葉鐵海棠 - 薜荔 - 福氏臭椿 - 文殊蘭 - 影樹（鳳凰木） - 魚木 - 黃花夾竹桃 |

## 鄰近地方
- 花心坑
- 黃泥頭公共運輸交匯處
- 廣源邨
- 小瀝源
- 沙田循道衛理小學

## 外部連結
- 沙田循道衛理小學 環保教育徑簡介
- 沙田環保教育徑 孤芳集 （页面存档备份，存于）
- 港鐵計劃行程 小瀝源環保教育徑